# TIM (entreprise)
Pour les articles homonymes, voir TIM.
TIM S.p.A. (anciennement Telecom Italia S.p.A.) est une entreprise italienne de télécommunications qui offre services de téléphonie fixe, publique, mobile, VoIP, Internet et de télévision par câble (en technologie IPTV).
Est le deuxième opérateur de téléphonie mobile en Italie avec 30,6 % du marché.
L'entreprise était impliquée dans la fourniture de réseaux en technologie TACS et GSM en Italie et a été le premier opérateur de téléphonie mobile italien,,.
Jusqu'en 2016, la marque TIM fournissait exclusivement des services de téléphonie mobile, tandis que la marque Telecom Italia était utilisée pour les services de téléphonie fixe. Après un changement de marque en janvier 2016, elle est devenue la marque unique du groupe pour la téléphonie mobile et fixe.
TIM possède également une filiale au Brésil (TIM Brasil) et une au Saint-Marin (TIM San Marino)
Il est actuellement le sponsor de la Serie A.

## Histoire
Telecom Italia est née formellement en 1994, par un acte du 30 juin du conseil d'administration du groupe public IRI approuvant le « Plan de restructuration des télécommunications » dans le cadre des dispositions arrêtées par la loi du 29 janvier 1992.
Cette restructuration prévoyait la fusion des cinq sociétés du groupe IRI-STET opérant dans le secteur de la téléphonie : SIP, IRITEL, Italcable, Telespazio et SIRM. De cette fusion est née Telecom Italia.
En 1995, Telecom Italia Mobile (TIM) est né.
La société a été privatisée en 1999 par la cession de 97 % du capital à la société Olivetti de Roberto Colaninno.
Depuis juillet 2001, cette dernière est devenue propriété de la société Olimpia, cofiliale à 50/50 de Pirelli et Benetton.
En juin 2005, la fusion par incorporation de Telecom Italia Mobile dans Telecom Italia a eu lieu.
En décembre 2008, Free rachète la filiale française de Telecom Italia (Alice ADSL entre autres).
Le 6 juillet 2011, Disney et Telecom Italia lancent un catalogue de vidéo à la demande sur la plateforme de Télévision IP Cubovision.
En mars 2012, le parquet de Milan ouvre une enquête sur l'opérateur dans le cadre d'une escroquerie aux cartes SIM.
En novembre 2013, Telecom Italia vend ses activités en Argentine (Telecom Argentina) en vue de se désendetter, et de permettre son rachat par Telefónica.
En mai 2015, Telecom Italia annonce l'introduction en bourse de 40 % de sa filiale possédant ses antennes relais.
En juin 2015, Vivendi annonce détenir une participation de 14,9 % dans Telecom Italia. et annonce détenir 19,9 % puis 20,3 % en octobre 2015,.
Le 29 octobre 2015, Xavier Niel annonce avoir acquis des options d'achat pour 11,2 % du capital de Telecom Italia. Le jour suivant il annonce détenir 15,1 % d'options sur le capital.

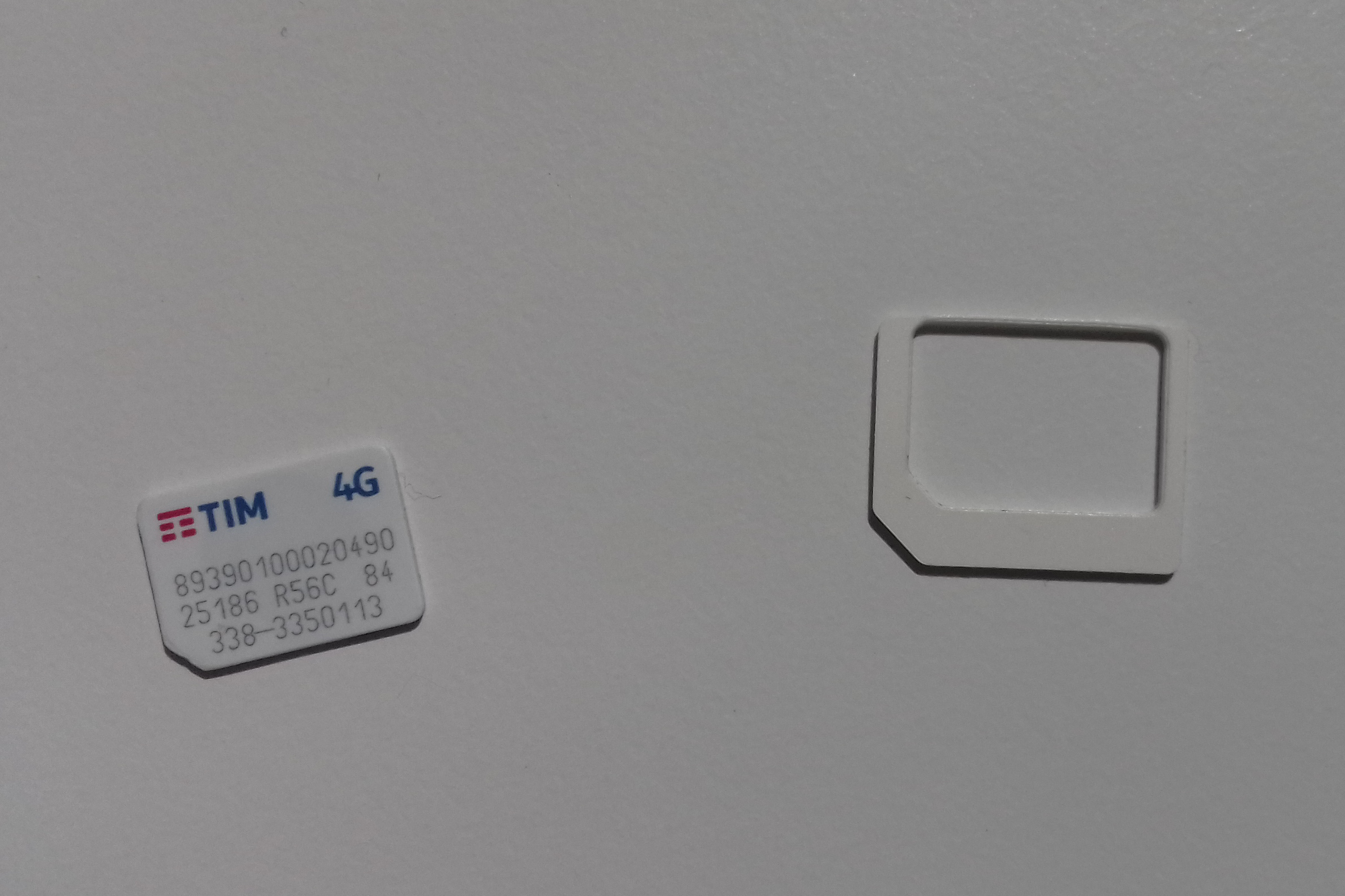
Carte SIM de TIM

En janvier 2016, Telecom Italia a procédé à un changement de marque qui a conduit à l'unification des services de téléphonie mobile et fixe sous la marque unique TIM.
En mars 2016, Vivendi annonce détenir une participation de 24,9 % dans Telecom Italia.
En 2017, le nom de la société a été changé de  Telecom Italia à TIM.
En mars 2022, TIM annonce, pour contrer une proposition d'acquisition du fonds d'investissement KKR, vouloir se scinder en deux entités l'une dédié aux réseaux fixes et l'autre aux réseaux mobiles, cette dernière gardant également sa filiale au Brésil.
En mars 2025, Vivendi annonce la vente pour 684 millions d'euros d'une participation de 15 % de Telecom Italia à Poste Italiane, qui avait déjà une participation de 9 %. Dans cette opération, Vivendi subit une moins value importante de près de 2,7 milliards d'euros.

## Histoire du logo

### Telecom Italia

1994-2003
2003-2016
2016-2019
Depuis 2019

### TIM

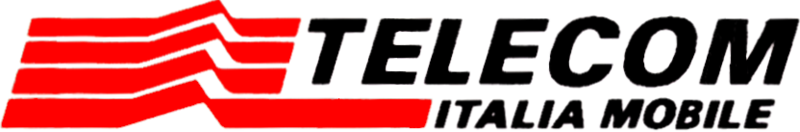
1990-1995
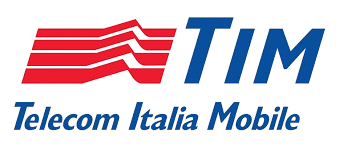
1995-1998
1998-2004
2004-2014
2014-2016
Depuis 2016